# Limbi galoromanice
     Limbi oïl
     Limba francoprovensală
     Limbi occitano-romanice
     Limbi galo-italice
     Limbi romanice retice

Răspândirea grupului limbilor galoromanice conform definiției celei mai largi a acestuia
Limbi oïl
Limba francoprovensală
Limbi occitano-romanice
Limbi galo-italice
Limbi romanice retice

Limbile galoromanice sunt un grup de limbi romanice de vest dezvoltate din limba latină populară vorbită pe teritoriul Galliei după cucerirea ei de către romani și romanizarea populației sale. Acest teritoriu corespunde aproximativ actualelor teritorii ale Franței, Belgiei și Elveției de sud și de vest.
Cei mai mulți lingviști romaniști consideră că grupul galoromanic cuprinde două ramuri: una septentrională formată de limbile franceză și francoprovensală, și una meridională, constituită de limba occitană. Alți autori includ în acest grup și limba catalană care ar constitui, împreună cu occitana, subgrupul limbilor occitano-romanice. Tot din acest grup ar face parte, după unii lingviști, și un subgrup numit galo-italic, constituit din idiomuri din nordul Italiei. Există și opinia că grupului galoromanic îi aparține și subgrupul limbilor romanice retice.
Grupul galoromanic este neomogen, datorită cadrului geografic, istoric și cultural specific în care a evoluat. Față de grupurile de limbi romanice vecine se distinge prin influențe mai puternice de substrat celtic și suprastrat germanic. Totuși, printre limbile romanice de vest se opune net numai grupului iberoromanic, prin trăsături ca evoluția lui [u] latinesc în [y] în franceză și occitană, fenomen târziu în francoprovensală, și păstrarea în faza veche a unei declinări cu două cazuri.
Unele trăsături opun limbile galoromanice numai spaniolei și portughezei. În domeniul fonetismului se caracterizează prin căderea tuturor vocalelor finale, cu excepția lui [a], care ulterior a evoluat diferit în cele trei limbi, și prin păstrarea grupurilor consonantice latine [pl], [bl], [kl], [gl] și [fl]. În domeniul lexicului se deosebește de aceste două limbi prin unele selecții diferite din latină. Exemple:
| română | „a găsi” | latină *TROPARE > | franceză trouver    | occitană trobar, trapar |
| română | „a găsi” | latină AFFLARE >  | spaniolă hallar     | portugheză achar        |
| română | „cap”    | latină CAPUT >    | franceza veche chef | occitană cap            |
| română | „cap”    | latină *CAPITIA > | spaniolă cabeza     | portugheză cabeça       |

Unele trăsături caracterizează numai o parte din idiomurile galoromanice. O trăsătură limitată la franceză și la francoprovensală este, de exemplu, diftongarea vocalelor medii accentuate numai în silabă deschisă. Altă caracteristică, care privește franceza, francoprovensala și dialectele occitane nordice, este palatalizarea lui [k] și [g] + [a] din latină. Numai în franceză se manifestă accentuarea generalizată pe ultima silabă, fenomenul de liaison, realizarea arhifonemului /R/ ca [ʁ] (uvular) etc.

## Limbile galoromanice
- Limbi galo-italice:
  - Limba emiliano-romagnolă
  - Limba liguriană
  - Limba lombardă
  - Limba piemonteză
- Limbi oïl:
  - Grupul limbii franceze:
    - Limba franceză
    - Limba franceză acadiană
    - Limba picardă
    - Limba valonă
    - Limba iudeofranceză
    - Limba normandă

  - Grupul sudestic:
    - Limba francoprovensală
- Limbi romanice retice:
  - Limba retoromană sau romanșă
  - Limba ladină
  - Limba friulană
- Limbi occitano-romanice
  - Limba occitană
  - Limba catalană